# El mensaje del mago (álbum)
 El mensaje del mago  es el título del quinto álbum del grupo madrileño Ñu, editado en 1987 por Barrabás Producciones.
El disco consta de 7 canciones, y marca la segunda producción de la banda con la compañía Barrabás; la ilustración de portada, que muestra al cantante y líder José Carlos Molina, fue creada por José Palau.
Este trabajo fue reeditado en CD por el sello BOA.

## Temas
Todos los temas compuestos por José Carlos Molina.
Cara A
1. Amor en el cielo - 4:41
2. Manicomio - 6:00
3. Condenado a vivir - 4:36
4. Una copa por un viejo amigo - 5:20

Cara B
1. Robin Hood - 6:05
2. Piratas del éxito - 6:01
3. Cautivo del placer - 6:11

## Músicos
- José Carlos Molina: voz, flauta, teclados y percusión
- Enrique Bertrán de Lis: guitarra y voces
- José Luis Rodríguez: bajo y voces
- Enrique Valiño: violín
- Enrique B. Ballesteros: batería